# Kabinett Andreas Papandreou II
Das Kabinett Andreas Papandreou II wurde am 5. Juni 1985 in Griechenland durch Andreas Papandreou gebildet und löste das erste Kabinett Papandreou ab. Das Kabinett bestand bis zum 2. Juli 1989 und wurde dann durch das Kabinett Tzannis Tzannetakis abgelöst.
Bei der Parlamentswahl vom 3. Juni 1985 erlitt die sozialdemokratische Panellinio Sosialistiko Kinima (PASOK) Papandreous nur leichte Verluste von 2,24 Prozentpunkten im Vergleich zur Parlamentswahl vom 18. Oktober 1981 und erreichte 45,82 Prozent der Wählerstimmen. Sie verfügte aufgrund des verstärkten Verhältniswahlrechts über 161 der 300 Sitze im Parlament und damit über eine überproportionale absolute Mehrheit.
Bei der Parlamentswahl vom 18. Juni 1989 erlitt die PASOK jedoch eine empfindliche Niederlage von 6,7 Prozentpunkten und kam nur noch auf 39,1 Prozent der Wählerstimmen sowie 125 Mandate. Die Nea Dimokratia (ND) unter Führung von Konstantinos Mitsotakis verpasste trotz eines Zugewinns um 3,5 Prozentpunkte auf 44,3 Prozent jedoch die absolute Mehrheit und verfügte nur über 145 Sitze. Da Mitsotakis wegen einer zuvor durch die PASOK verabschiedeten Wahlrechtsreform keine Ein-Parteien-Regierung formen konnte und keine Koalitionsregierung bilden wollte, bildete der zur ND gehörende frühere Minister für öffentliche Arbeiten Tzannis Tzannetakis eine Koalitionsregierung mit dem Linksbündnis Synaspismos, dem damals auch noch die Kommunistische Partei Griechenlands (KKE) angehörte.

## Minister
| Ministeramt                                     | Amtszeit | Minister | Lebensdaten                                                                         |
| ----------------------------------------------- | --- | --- | ----------------------------------------------------------------------------------- |
| Ministerpräsident (Präsident des Ministerrates) | 5. Juni 1985                                                                                                 | Andreas Papandreou | * 1919 † 1996                                                                       |
| Vizepräsident der Regierung                     | 26. Juli 1985                                                                                                | Ioannis Charalampopoulos | * 1919 † 2014                                                                       |
| Vizepräsident der Regierung                     | 23. September 1987                                                                                           | Agamemnon Koutsogiorgas | * 1922 † 1991                                                                       |
| Auswärtiges                                     | 5. Juni 1985 26. Juli 1985                                                                                   | Ioannis Charalampopoulos Karolos Papoulias | * 1919 † 2014 * 1929 † 2021                                                         |
| Nationale Verteidigung                          | 5. Juni 1985 25. April 1986                                                                                  | Andreas Papandreou Ioannis Charalampopoulos | * 1919 † 1996 * 1919 † 2014                                                         |
| Inneres                                         | 5. Juni 1985 5. Februar 1987 23. September 1987 2. Juni 1989                                                 | Agamemnon Koutsogiorgas Emmanouil Papastefanakis Akis Tsochatzopoulos Panagiotis Markopoulos                                                               | * 1922 † 1991 * 1940 * 1939 † 2021 * 1916                                           |
| Finanzen                                        | 5. Juni 1985 26. Juli 1985                                                                                   | Gerasimos Arsenis Dimitrios Tsovolas | * 1931 † 2016 * 1942                                                                |
| Justiz                                          | 5. Juni 1985 26. Juli 1985 25. April 1986 5. Februar 1987 23. September 1987 18. November 1988 17. März 1989 | Miltiadis Papaioannou Georgios-Alexandros Mangakis Apostolos Kaklamanis Eleftherios Veryvakis Agamemnon Koutsogiorgas Vasilios Rotis Ioannis Skoularikis   | * 1946 * 1922 † 2011 * 1936 * 1935 † 2012 * 1922 † 1991 * 1922 † 2005 * 1928 † 2008 |
| Wirtschaft                                      | 5. Juni 1985 26. Juli 1985 27. November 1987                                                                 | Gerasimos Arsenis Kostas Simitis Panagiotis Roumeliotis | * 1931 † 2016 * 1936 † 2025 * 1947                                                  |
| Minister beim Präsidenten der Regierung         | 5. Juni 1985                                                                                                 | Apostolos Lazaris | * 1921                                                                              |
| Minister beim Präsidenten der Regierung         | 5. Juni 1985 5. Februar 1987 18. November 1988 17. März 1989                                                 | Akis Tsochatzopoulos Apostolos Kaklamanis Agamemnon Koutsogiorgas Anastasios Peponis                                                                       | * 1939 † 2021 * 1936 * 1922 † 1991 * 1924 † 2011                                    |
| Raumplanung, Wohnungsbau und Umwelt             | 5. Juni 1985 18. November 1988 17. März 1989                                                                 | Evangelos Kouloumpis Vasilios Kedikoglou Emmanouil Papastefanakis                                                                                          | * 1929 † 2009 * 1932 * 1940                                                         |
| Öffentliche Arbeiten                            | 5. Juni 1985                                                                                                 | Evangelos Kouloumpis | * 1929 † 2009                                                                       |
| Nationale Bildung und religiöse Angelegenheiten | 5. Juni 1985 25. April 1986 9. Mai 1988 22. Juni 1988                                                        | Apostolos Kaklamanis Antonios Tritsis Apostolos Kaklamanis (2. Mal) Georgios Papandreou                                                                    | * 1936 * 1937 † 1992 * 1936 * 1952                                                  |
| Kommunikation                                   | 5. Juni 1985 26. Juli 1985 31. Oktober 1986 22. Juni 1988 18. November 1988                                  | Evangelos Kouloumpis Georgios Papadimitriou Konstantinos Bantouvas Georgios Petsos Ioannis Charalampous                                                    | * 1929 † 2009 * 1916 † 1999 * 1934 * 1947 * 1940                                    |
| Arbeit                                          | 5. Juni 1985 26. Juli 1985 31. Oktober 1986 23. September 1987                                               | Akis Tsochatzopoulos Evangelos Giannopoulos Konstantinos Papanagiotou Georgios Gennimatas                                                                  | * 1939 † 2021 * 1918 † 2003 * 1940 * 1939 † 1994                                    |
| Soziale Dienste                                 | 5. Juni 1985 5. Februar 1987 23. September 1987 18. November 1988                                            | Georgios Gennimatas Georgios-Alexandros Mangakis Ioannis Floros Apostolos Kaklamanis                                                                       | * 1939 † 1994 * 1922 † 2011 * 1925 † 2021 * 1936                                    |
| Soziale Sicherheit                              | 5. Juni 1985                                                                                                 | Georgios Gennimatas | * 1939 † 1994                                                                       |
| Landwirtschaft                                  | 5. Juni 1985 26. Juli 1985                                                                                   | Konstantinos Simitis Ioannis Pottakis | * 1936 † 2025 * 1939                                                                |
| Öffentliche Ordnung                             | 5. Juni 1985 25. April 1986 22. Juni 1988 11. November 1988 18. November 1988 17. März 1989 2. Juni 1989     | Athanasios Tsouras Antonios Drosogiannis Anastasios Sechiotis Iosiph Valyrakis (kommissarisch) Georgios Petsos Akis Tsochatzopoulos Panagiotis Markopoulos | * 1946 * 1922 † 2006 * 1922 † 2003 * 1943 * 1947 * 1939 † 2021 * 1916               |
| Kultur und Wissenschaft                         | 5. Juni 1985                                                                                                 | Melina Mercouri | * 1920 † 1994                                                                       |
| Tourismus                                       | 17. März 1989                                                                                                | Nikolaos Skoulas | * 1935                                                                              |
| Forschung und Technologie                       | 5. Juni 1985 26. Juli 1985 25. April 1986 31. Oktober 1986                                                   | Apostolos Kaklamanis Eleftherios Veryvakis Markos Natsinas Anastasios Peponis                                                                              | * 1936 * 1935 † 2012 * 1925 † 2001 * 1924 † 2011                                    |
| Energie und natürliche Ressourcen               | 5. Juni 1985                                                                                                 | Eleftherios Veryvakis | * 1935 † 2012                                                                       |
| Handelsmarine                                   | 5. Juni 1985 26. Juli 1985 23. September 1987 18. November 1988 17. März 1989                                | Gerasimos Arsenis Efstathios Alexandris Evangelos Giannopoulos Vasilios Sarantitis Antonios Ntentidakis                                                    | * 1931 † 2016 * 1921 † 2013 * 1918 † 2003 * 1938 * 1942                             |
| Handel                                          | 5. Juni 1985 25. April 1986 31. Oktober 1986 5. Februar 1987 27. November 1987 17. März 1989                 | Nikolaos Akritidis Georgios Katsifaras Vasilios Sarantitis Panagiotis Roumeliotis Nikolaos Akritidis (2. Mal) Giannos Papantoniou                          | * 1935 * 1935 † 2012 * 1938 * 1947 * 1935 * 1949                                    |
| Nordgriechenland                                | 5. Juni 1985 26. Juli 1985 5. Februar 1988                                                                   | Andreas Papandreou Ioannis Papadopoulos Stylianos-Angelos Papathemelis                                                                                     | * 1919 † 1996 * 1924 * 1938                                                         |
| Ägäis                                           | 5. Juni 1985 5. Februar 1987 18. November 1988                                                               | Kosmas Sphyriou Petros Valvis Evangelos Giannopoulos | * 1949 * 1938 * 1918 † 2003                                                         |
| Minister ohne Geschäftsbereich                  | 5. Februar 1987                                                                                              | Athanasios Philippopoulos | * 1934                                                                              |
| Minister ohne Geschäftsbereich                  | 22. Januar 1988                                                                                              | Christos Markopoulos | * 1929                                                                              |
| Minister ohne Geschäftsbereich                  | 18. November 1988                                                                                            | Konstantinos Laliotis | * 1951                                                                              |